# Ernst Zacharias
Ernst Zacharias (Hamburg, 21 juni 1924 – 6 juli 2020) was een Duits ingenieur en ontwerper van muziekinstrumenten. Hij bedacht muziekinstrumenten voor de Duitse muziekinstrumentenfabriek Hohner.

## Loopbaan
Zacharias werd opgeleid tot ingenieur in de telecommunicatie, en werkte van 1954 tot 1989 op de ontwikkelafdeling van Hohner in Trossingen. In de jaren vijftig en zestig bedacht hij hier verschillende elektro-mechanische muziekinstrumenten, waarvan sommige variaties op oude barokinstrumenten waren. Zo ontstonden de Cembalet (afgeleid van het klavecimbel), de Clavinet (afgeleid van het klavichord), de Guitaret (afgeleid van de gitaar), en de Pianet. Op de Clavinet na zijn al deze instrumenten voorzien van metalen tongetjes, die hetzij door een plectrum (Cembalet), hetzij door een  hamertje (Pianet), hetzij door vingers (Guitaret) in beweging worden gebracht. De trillingen worden in alle gevallen via elektromagnetische opnemers opgenomen en worden vervolgens elektronisch versterkt. Ook de Claviola is door Zacharias bedacht.
Zacharias ging in 1989 met pensioen. Hij werkte vervolgens een jaar voor de Italiaanse muziekinstrumentenfabriek Bontempi in Ancona. Hij overleed in 2020 op 96-jarige leeftijd.